# 奥兰多·马尔多纳多
奥兰多·马尔多纳多（西班牙語：Orlando Maldonado，1959年5月21日—），波多黎各男子拳击运动员。他曾代表波多黎各参加1976年夏季奥林匹克运动会拳击比赛，获得男子48公斤级铜牌。他于1977年成为职业选手。